# Túrógombóc
A túrógombóc egyszerűen elkészíthető, olcsó tésztaétel. Alapanyaga tehéntúró, búzadara és tojás keverékéből készült tészta, amelyet néhány perces főzés után pirított zsemlemorzsában megforgatnak, és változatos módon ízesítve tálalnak. Főételként vagy desszertként is fogyasztják.

## Elkészítése

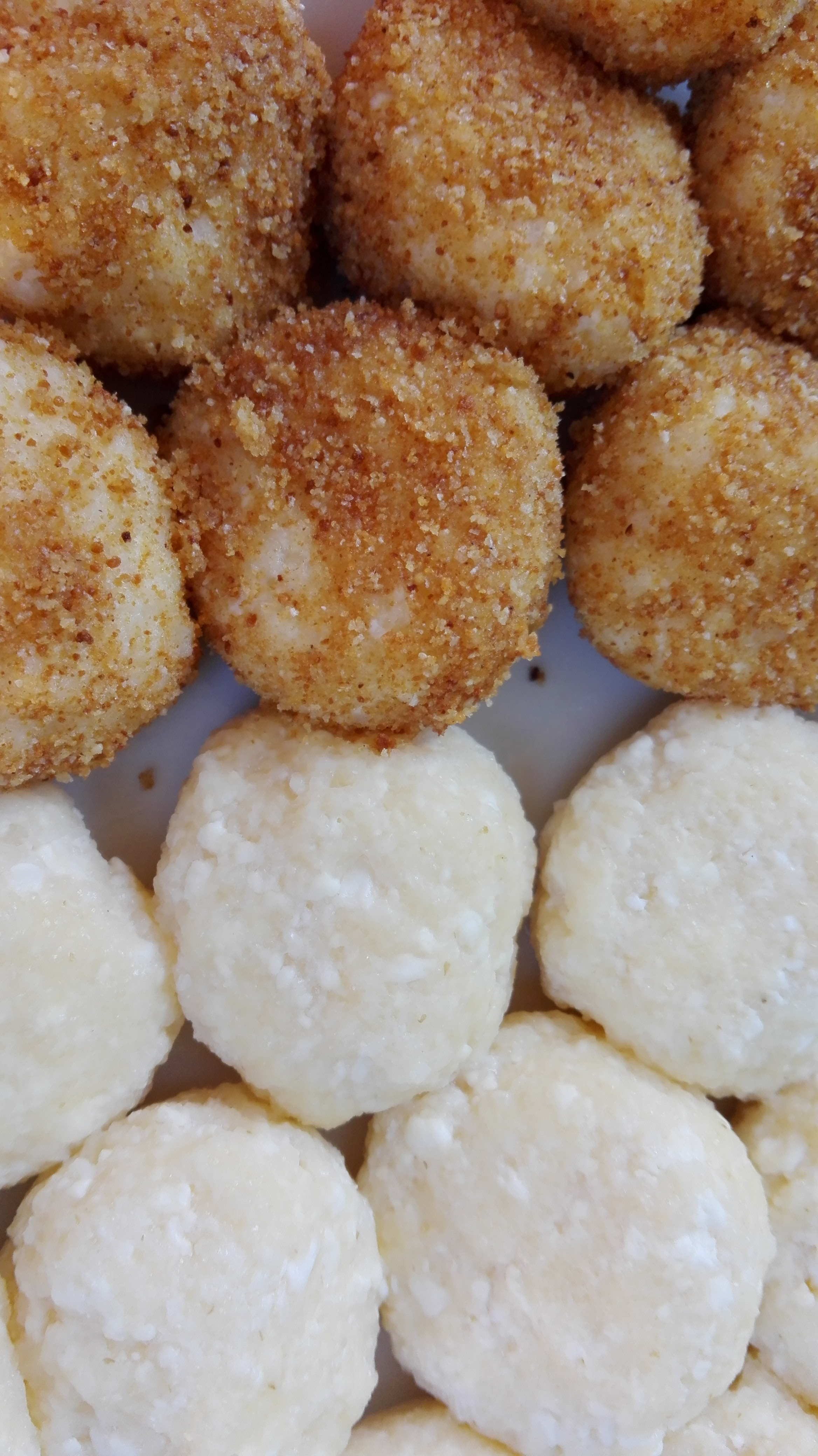

A túrógombóc tésztájának elkészítéséhez a túrót áttörik, majd összekeverik a búzadarával és a tojásokkal. A tojások sárgáját és fehérjét szétválasztva, és a fehérjét habbá verve lágyabb gombócok készíthetők. A keveréket kevés sóval ízesítik, majd néhány órára állni hagyják, hogy a búzadara megszívja magát a tojással, és a gombócok a főzés során ne essenek szét.
A tésztából nedves kézzel gombócokat gyúrnak, amelyeket forró vízben néhány percig főznek. A leszűrt gombócokat olajon pirított zsemlemorzsában megforgatják, és porcukorral megszórva, esetleg cukrozott tejföllel vagy más édes szósszal leöntve tálalják.

## Változatok
A búzadara egy része liszttel is helyettesíthető; ekkor a gombócok könnyebbek lesznek.
A túrógombócot néha gyümölccsel töltve készítik. A pirított morzsa vaníliával, őrölt fahéjjal vagy dióval is ízesíthető. A gombócok vaníliaszósszal vagy eperhabbal is tálalhatóak.
Az ételnek sós változatai is léteznek. Ilyenkor a gombócok általában a fentihez hasonló módon készülnek, de ízesítésnek különböző sós önteteket (fokhagymás, kapros tejfölt, paradicsomszószt, snidlinggel kevert parmezánszószt) adnak.

## Hamis túrógombóc
Hamis túrógombóc az elnevezése annak az ételnek, amely túró helyett aludttejből készül. Ennek az ételnek az elkészítésekor az aludtejjel sűrű tejbedarát készítenek, amit aztán keményedni hagynak, majd gombócokká gyúrnak, és a túrógombóchoz hasonlóan tálalnak.

## További információ
- Túrógombóc recept